# Viola acutifolia
Viola acutifolia (Kar. & Kir.) W.Becker – gatunek roślin z rodziny fiołkowatych (Violaceae). Występuje naturalnie w Kazachstanie, Kirgistanie, Uzbekistanie, Tadżykistanie oraz Chinach (w regionie autonomicznym Sinciang). 

## Morfologia
PokrójBylina lub krzew dorastająca do 10–30 cm wysokości, tworząca kłącza.
LiścieBlaszka liściowa ma kształt od nerkowatych do sercowatych. Mierzy 3–7 cm długości oraz 3,5–6 cm szerokości, jest piłkowana na brzegu, ma sercowatą nasadę i wierzchołek od tępego do nagle zaostrzonego. Przylistki są owalnie lancetowate i osiągają 4–6 mm długości. Ogonek liściowy jest nagi i ma 20 mm długości.
KwiatyPojedyncze, wyrastające z kątów pędów. Mają działki kielicha o równowąsko lancetowatym kształcie i dorastające do 6–8 mm długości. Płatki są odwrotnie jajowate i mają żółtą barwę, płatek przedni jest odwrotnie jajowaty, mierzy 13-15 mm długości, z purpurowymi żyłkami, wyposażony w ostrogę.
OwoceTorebki mierzące 6-12 mm długości, o podługowatym kształcie.

## Biologia i ekologia
Rośnie w lasach, na łąkach i brzegach cieków wodnych. Występuje na wysokości od 1000 do 2400 m n.p.m.